# Schmalspurbahn Kaspitschan–Todor Ikonomowo
| Entgleisung einer Brigadelokomotive |                     |                                       |                                       |
| |                     |                                       |                                       |
| Streckenlänge: | 61,9 + 10,8 km      |                                       |                                       |
| Spurweite: | 600 mm (Schmalspur) |                                       |                                       |
| Streckengeschwindigkeit: | 15 oder 20 km/h     |                                       |                                       |
| |                     |                                       |                                       |
| \| \| \| nach Sofia София \| \| \| \| \| nach Russe Русе \| \| \| \| 0,0 \| Kaspitschan Каспичан \| Kaspitschan Каспичан \| \| \| \| nach Warna Варна \| \| \| \| 5,2 \| Nowi Pasar Нови пазар \| Nowi Pasar Нови пазар \| \| \| 12,7 \| Stojan Michailowski Стoян Михайловски \| Stojan Michailowski Стoян Михайловски \| \| \| 15,2 \| Schilino Жилино \| Schilino Жилино \| \| \| 18,5 \| Woiwod Войвод \| Woiwod Войвод \| \| \| 21,00 \| Tscherkowischte Черковище \| Tscherkowischte Черковище \| \| \| 25,9 \| Hügel-Depot сп. Могила \| Hügel-Depot сп. Могила \| \| \| 32,0 \| Charsowo Хърсово \| Charsowo Хърсово \| \| \| 41,0 \| Dolina Долина \| Dolina Долина \| \| \| 43,4 \| Ruschiza Ружица \| Ruschiza Ружица \| \| \| \| \| \| \| \| 51,1 \| Walnari Вълнари \| Walnari Вълнари \| \| \| +5,8 \| Kus Кус \| Kus Кус \| \| \| 56,8 \| Todor Ikonomowo Тодор Икономово \| Todor Ikonomowo Тодор Икономово \| \| \| +10,8 \| Kaolinowo Каолиново \| Kaolinowo Каолиново \| \| \| 61,9 \| Seid Alifaka Сеид Алифакъ \| Seid Alifaka Сеид Алифакъ \| |                     |                                       |                                       |
| Strecke |                     | nach Sofia София                      | nach Sofia София                      |
| Abzweig geradeaus und von links |                     | nach Russe Русе                       | nach Russe Русе                       |
| Bahnhof · Kopfbahnhof Streckenanfang (Strecke außer Betrieb) | 0,0                 | Kaspitschan Каспичан                  | Kaspitschan Каспичан                  |
| Abzweig geradeaus und nach rechts · Strecke (außer Betrieb) |                     | nach Warna Варна                      | nach Warna Варна                      |
| Kopfbahnhof Streckenende · Bahnhof (Strecke außer Betrieb) | 5,2                 | Nowi Pasar Нови пазар                 | Nowi Pasar Нови пазар                 |
| Bahnhof (Strecke außer Betrieb) | 12,7                | Stojan Michailowski Стoян Михайловски | Stojan Michailowski Стoян Михайловски |
| Bahnhof (Strecke außer Betrieb) | 15,2                | Schilino Жилино                       | Schilino Жилино                       |
| Haltepunkt / Haltestelle (Strecke außer Betrieb) | 18,5                | Woiwod Войвод                         | Woiwod Войвод                         |
| Bahnhof (Strecke außer Betrieb) | 21,00               | Tscherkowischte Черковище             | Tscherkowischte Черковище             |
| Bahnhof (Strecke außer Betrieb) | 25,9                | Hügel-Depot сп. Могила                | Hügel-Depot сп. Могила                |
| Bahnhof (Strecke außer Betrieb) | 32,0                | Charsowo Хърсово                      | Charsowo Хърсово                      |
| Bahnhof (Strecke außer Betrieb) | 41,0                | Dolina Долина                         | Dolina Долина                         |
| Bahnhof (Strecke außer Betrieb) | 43,4                | Ruschiza Ружица                       | Ruschiza Ружица                       |
| Strecke von links (außer Betrieb) · Abzweig geradeaus und nach rechts (Strecke außer Betrieb) |                     |                                       |                                       |
| Strecke (außer Betrieb) · Bahnhof (Strecke außer Betrieb) | 51,1                | Walnari Вълнари                       | Walnari Вълнари                       |
| Bahnhof (Strecke außer Betrieb) · Strecke (außer Betrieb) | +5,8                | Kus Кус                               | Kus Кус                               |
| Strecke (außer Betrieb) · Bahnhof (Strecke außer Betrieb) | 56,8                | Todor Ikonomowo Тодор Икономово       | Todor Ikonomowo Тодор Икономово       |
| Kopfbahnhof Streckenende (Strecke außer Betrieb) · Strecke (außer Betrieb) | +10,8               | Kaolinowo Каолиново                   | Kaolinowo Каолиново                   |
| Kopfbahnhof Streckenende (Strecke außer Betrieb) | 61,9                | Seid Alifaka Сеид Алифакъ             | Seid Alifaka Сеид Алифакъ             |

Die Schmalspurbahn Kaspitschan–Charsowo–Todor Ikonomowo war eine während des Ersten Weltkriegs militärisch und später zivil genutzte Feldbahn mit einer Spurweite von 600 mm in der Oblast Schumen und der Oblast Silistra im Nordosten Bulgariens.

## Geschichte
Die Feldbahnstrecke wurde von der Armee während des Ersten Weltkriegs in Richtung der Dobrudscha-Front verlegt, da von Zugtieren gezogene Gespanne auf den schlechten Straßen und Wegen für den Transport von Soldaten, Munition, Waffen und Lebensmitteln zu langsam waren. Ziel war es, Silistra zu erreichen. Die Strecke wurde in zwei Hauptabschnitten gebaut. 1916 wurde der 31,6 km lange Abschnitt zwischen Kaspitschan und Charsowo gebaut. 1917 wurde der 30,3 km lange Abschnitt nach Seid Alifaka im Bezirk Charsowo in Betrieb genommen. Aufgrund der historischen Ereignisse wurde die Strecke nicht bis zum endgültigen geplanten Punkt verlängert, sondern nur bis zum Dorf Seid Alifaka (61,9 km). Nach dem Friedensvertrag von Neuilly blieb letzterer zusammen mit einem Abschnitt von 5,3 km in Rumänien. 1920 wurde die Linie von der Armee an die bulgarische Staatsbahn Balgarski Darschawni Schelesnizi (BDŽ/БДЖ) übergeben, die den Betrieb bis zum Bahnhof Krani (dem damaligen Grenzdorf Mahmuzlii) aufnahm. Im Jahre 1935 wurde eine 10,7 km lange Stichstrecke vom Bahnhof Ruschiza zum Dorf Boschidar verlegt.
Es gab in Abhängigkeit vom Verkehrsaufkommen zehn bis zwölf Dampflokomotiven der BDŽ-Serie 400.60, die in einem Depot abgestellt und gewartet wurden. Die Strecke wurde für den Transport von Kaolin und anderen Gütern sowie von Personen genutzt. Der Transport erfolgte in gemischten oder reinen Güterzügen. Die zulässige Höchstgeschwindigkeit betrug 15 km/h, im Abschnitt Tscherkowischte–Charsowo waren 20 km/h erlaubt.

## Streckenverlauf
Die Bahnstrecke folgte dem Flussbett der Kriwa bis zum Dorf Tscherkowischte. Zwischen den Dörfern Sestriza und Charsowo erklomm sie den Hang des Sweta-Plateaus. Am Rande des Plateaus nach seinem Aufstieg wurde das Hügel-Depot (Могила) gebaut. Nach Charsowo ging es in einem relativ flachen Relief weiter zum Dorf Ruschiza, wo sich die Strecke nach Todor Ikonomowo und Kaolinowo gabelte.

## Stilllegung und Umspurung
Die in den 1950er Jahren beschlossene Politik, die Schmalspurbahnen stillzulegen, wirkte sich auch auf diese Bahnstrecke aus. Wegen Unrentabilität wurde die Strecke Ende 1964 stillgelegt und demontiert.
Angesichts der wachsenden Bedeutung von Nowi Pasar („Neuer Markt“) als regionales Wirtschaftszentrum wurde es notwendig, einen Teil der Strecke als Eisenbahn mit einer Spurweite von 1435 mm wieder in Betrieb zu nehmen. Die Länge der neuen Normalspurstrecke Nr. 28 betrug 6,25 km. Sie wurde am 4. Juli 1967 in Betrieb genommen und bis 2002 betrieben. Nach der Stilllegung wurden die Schienen abgebaut.
Für die Strecke wurde bei km 1,250 eine Stahlbetonbrücke mit einer Länge von 34,70 m über eine Straße in Nowi Pasar gebaut. Entlang der Strecke gab es auch einen unbewachten Bahnübergang bei km 5,090.